# David Vaughn (basket-ball, 1952)
Pour les articles homonymes, voir Vaughn.
David Vaughn, né le 4 juin 1952, à Nashville, dans le Tennessee, est un ancien joueur américain de basket-ball. Il évoluait au poste de pivot. Il est le père du basketteur David Vaughn.